# Puna Pau
Puna Pau je lom v malém kráteru, nacházející se na okraji obce Hanga Roa, na jihozápadě
Velikonočního ostrova a je současně také název jedné ze sedmi částí
Národního parku Rapa Nui.

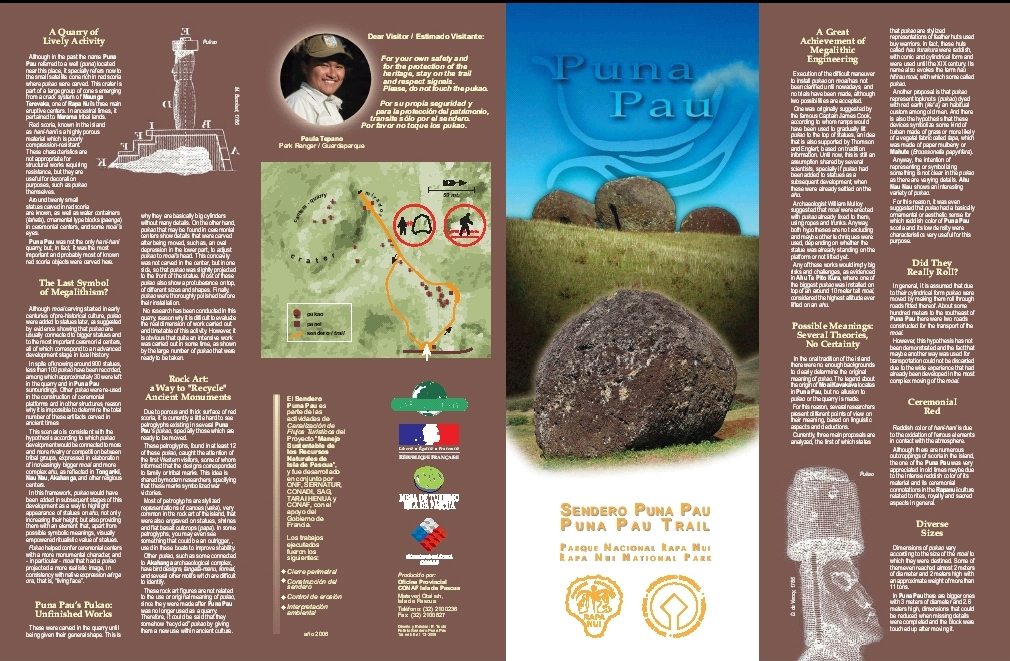
Brožura o Puna Pau (v angličtině)

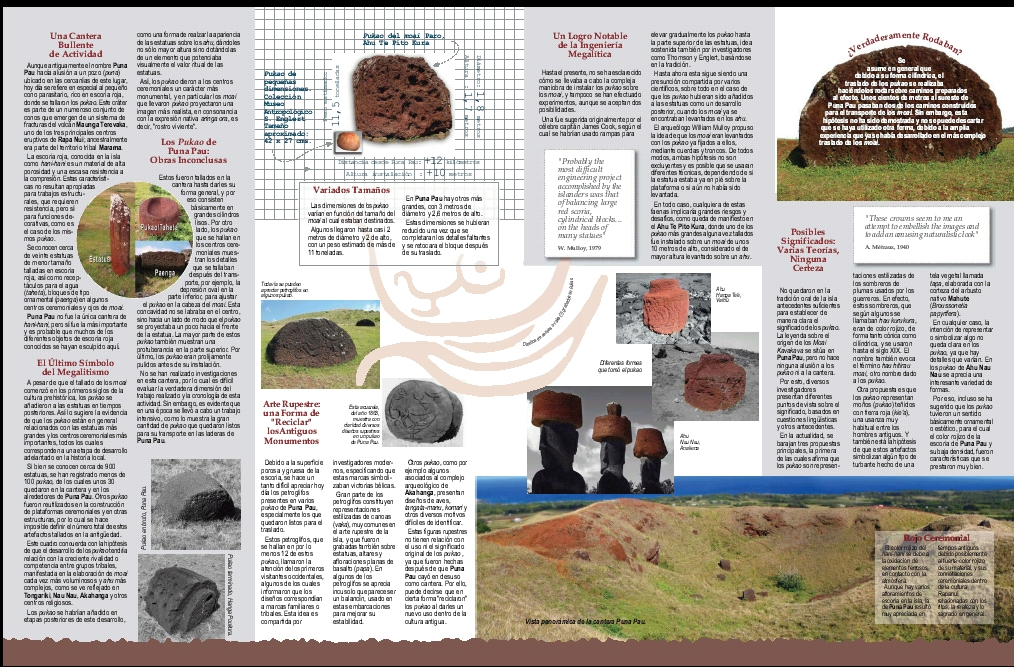
Vnitřní stránky brožury o Puna Pau (ve španělštině), s fotografií kráteru Puna Pau

Puna Pau byl jediný zdroj červené sopečné strusky na Velikonočním ostrově, která sloužila k výrobě Pukaa, které byly nasazovány na hlavy některým sochám Moai. Vedle toho základního užití suroviny z Puna Pau, byla červená struska použita na výrobu některých zvláštních soch Moai, o jejichž významu se jen spekuluje. Je to například socha Tukuturi, nacházející se v blízkostí Rano Raraku.
V materiálu z Puna Pau se nachází také několik petroglyfů.